# Schnellenberg (Adelsgeschlecht)

Wappen derer von Schnellenberg

Schnellenberg ist der Name eines alten westfälischen Adelsgeschlechtes des Ritterstandes, das im Sauerland begütert war. Ihr Stammsitz war die Burg Schnellenberg, unmittelbar der Stadt Attendorn gegenüber, auf einer am rechten Biggeufer emporragenden Waldeshöhe.

## Geschichte

### Stammlinie
1222 ließ der Erzbischof von Köln Engelbert von Berg die Burg Schnellenberg zur Landessicherung des Herzogtums Westfalen neu errichten und besetzte sie mit Lehnsmännern aus der Nachbarschaft, von denen sich einige fortan „von Schnellenberg“ nannten. 
1336 wird ein Ritter Theodor von Schnellenberg erwähnt.
1337 lebten Goswin und Hermann von Schnellenberg auf der Burg. Sie teilten sich die Burg mit der Familie der Vogt von Elspe.
1540 verkaufte die Familie ihren Anteil der Burg Schnellenberg an Jasper Schüngel von Berninghausen, der sie 1594 an Caspar von Fürstenberg weiterverkaufte.

### Von Schnellenberg zu Ahausen
Im Jahr 1363 erwarb die Familie von Schnellenberg auch Schloss Ahausen. 
Zwischen 1394 und 1453 wurde Johann von Schnellenberg urkundlich erwähnt. Seine Eltern waren Dietrich von Schnellenberg und Margarethe von Ole. Er heiratete Anna von Plettenberg, Tochter des Dietrich von Plettenberg zu Merklinghausen. 
Ihr Sohn Johann von Schnellenberg heiratete Elisabeth Vogt von Elspe, Tochter von Wilhelm Vogt von Elspe. Er starb ca. 1517. 
Deren Sohn Wilhelm von Schnellenberg wurde 1503–1520 erwähnt. Er saß auf Ahausen und war verheiratet mit Elisabeth von Plettenberg zu Lenhausen. 
1524 wurde deren Sohn Christoph von Schnellenberg zu Ahausen erwähnt. Er heiratete 1544 Margarethe von Heygen, Tochter von Heinrich von Heygen zu Ewig. 
Ihre Tochter Elisabeth von Schnellenberg erbte Ahausen. Sie heiratete vor 1559 Hermann von Neuhoff, der sich seitdem von „Neuhoff zu Ahausen“ nannte.

### Von Schnellenberg zu Schönholthausen
1590 besaß die Familie von Schnellenberg auch ein Gut in Schönholthausen bei Eslohe. 
Der letzte bekannte Vertreter der Familie, Carl Friedrich Adolph von Schnellenberg zu Schönholthausen, war 1747 Capitain in holländischen Diensten.

## Wappen
Das Wappen zeigt in Gold fünf rote schrägrechte Balken. Auf dem Helm mit rot-goldenem Wulst zwei goldene Wedel mit goldenen Handgriffen, jeder Wedel absteigend dreimal rot gestreift. Die Decken sind rot-golden.